# Харківське обласне вище училище фізичної культури та спорту
Харківське обласне вище училище фізичної культури та спорту — комунальний вищий навчальний заклад І рівня акредитації Харківської обласної ради, розташований у Харкові.
Розташовано на території 6,7 га. Має бібліотеку, гуртожиток.
Опікунську раду училища очолює В. Я. Тацій.

## Історія
Комунальний заклад "Харківський фаховий коледж спортивного профілю" Харківської обласної ради відкрите у 1986 році наказом № 2417 від 12 серпня 1986 року по Харківському обласному управлінню народної освіти і мало назву "Харківська міська середня школа-інтернат зимових видів спорту".
1 січня 1989 року Харківська міська середня школа-інтернат зимових видів спорту переведена в обласне підпорядкування і перейменована у Харківську обласну середню школу-інтернат зимових видів спорту.
1 вересня 1990 року Харківська обласна середня школа-інтернат зимових видів спорту реорганізована в Харківське обласне училище олімпійського резерву № 2.
1 липня 1992 року заклад був перейменован на Харківське обласне  училище фізичної культури № 2.
25 серпня 1997 року його було перепрофільовано в Харківське обласне вище гуманітарне училище, на виконання Національної  програми «Діти України». Основними напрямками діяльності нового навчального закладу стали — всебічна підготовка резерву збірних команд України та адаптація дітей – сиріт та дітей, позбавлених батьківського піклування, дітей із неповних та функціонально — неспроможних сімей до життя в суспільстві шляхом залучення до занять професійним спортом та утвердження в свідомості дітей переваг здорового способу життя.
1 листопада 2002 року Харківське обласне вище гуманітарне училище було знов реорганізоване та перейменоване у Харківське обласне вище училище фізичної культури і спорту.
15 жовтня 2019 року Харківське обласне вище училище фізичної культури і спорту перейменовано у Комунальний заклад «Харківський професійний коледж спортивного профілю» Харківської обласної ради.
З 27 квітня 2021 року заклад має назву Комунальний заклад «Харківський фаховий коледж спортивного профілю» Харківської обласної ради.
З 2005 року триває будівництво 25-метрового плавального басейну на 8 доріжок.
Училище було одним із 32 українських вишів, серед яких 2009 року були виявлені порушення умов приймання, зокрема, виш провів зарахування на І курс без сертифіката ЗНО однієї особи.

## Структура, спеціальності
Училище готує молодших спеціалістів за фахом «Фізичне виховання» за такими видами спорту: бадмінтон, баскетбол, біатлон, волейбол (дівчата і юнаки), гандбол, настільний теніс, лижні перегони, важка атлетика, шорт-трек, футбол (дівчата), шахи.

### Відділення лижних гонок
У 1973 році при Харківському обласному спортивному інтернаті було відкрито відділення лижних гонок. Підбір учнів здійснювався на базі ДЮСШ №2, звідки зі своїми учнями прийшли перші тренери – Клекач В.Ф. та Першин С.Д., а також були запрошені юні лижники з м. Бокситогорська Ленінградської області з тренерами Циганковим Ю.І. і Макаровою Л.Г. Це стало новим поштовхом у розвитку лижних гонок на Харківщині. Спортивні товариства отримали кваліфікованих спортсменів, які гідно відстоювали честь області на спортивних аренах України, союзу та міжнародних стартах.
За чотири десятиріччя відділенням виховано майстра спорту міжнародного класу; кілька поколінь майстрів спорту (20); та більше 60 кандидатів у майстри спорту.

### Відділення біатлону
Відділення біатлону в ХОВУФКС був відкрите в 1987 році. Першими тренерами були Рубежанський А. і Роговенко А. З 1988 р. по 1999 р. відділення біатлону очолював МС СРСР, чемпіон України Чернядев П.. У теперішній час відділення очолює учитель вищої категорії Солодовник С.І. За час роботи відділення було підготовлено 7 майстрів спорту.

### Відділення волейболу
Відділення волейболу було відкрито в 1990 на базі школи-інтернату зимових видів спорту за підтримки заступника голови облвиконкому Сидоренка А.Л. і директора ХФКСП Попова А.М.
Серед юнаків за час роботи було підготовлено: 3 заслужених майстра спорту Росії, 3 МСМК Росії, 3 МСМК України, 50 майстрів спорту України.
Серед дівчат за час роботи було підготовлено: 9 майстрів спорту України.
1 вересня 2017 року в було відкрито відділення пляжного волейболу.

### Відділення важкої атлетики
Відділення важкої атлетики було відкрито в училищі у вересні 1991 року. За період з 1991  по 2019 р. було підготовлено:
- ЗАСЛУЖЕНИЙ МАЙСТЕР СПОРТУ – 1 (Торохтій Олексій Павлович)
- МАЙСТЕР СПОРТУ УКРАЇНИ МІЖНАРОДНОГО КЛАСУ – 18
- МАЙСТЕР СПОРТУ УКРАЇНИ – 107

### Відділення настільного тенісу
Відділення настільного тенісу в коледжі було відкрито в 1991 році. У 2000 році для відділення настільного тенісу в коледжі був обладнаний спеціалізований спортивний зал, який в Харківській області є одним з кращих.
На відділенні настільного тенісу працювали тренери Нікольський С.В, Черних О.Ф., Гапонова Л.В. За час роботи відділення було підготовлено:
3 МСМК, 34 МС, більше 93 КМС.

### Відділення бадмінтону
Відділення бадмінтону було відкрите у  1992 році. На 2023 було підготовлено: 8 МСМК, 34 МС.

### Відділення баскетболу
У лютому 1992 року відкрите відділення баскетболу (юнаки) у Харківському обласному вищому училищі фізичної культури і спорту. Ініціаторами створення відділення баскетболу, а також чоловічої команди та баскетбольного клубу стали директор ХОВУФКС Попов Анатолій Михайлович і учителі баскетболу Кулібаба Валентин Дмитрович та Повєткін Павло Петрович. За час роботи відділення підготовлено 2 МСМК, 32 МС, близько 60 випускників училища в різний час грали в командах вищої і суперліг України.
ХОВУФКС стало однієї зі структур Баскетбольного клубу «Політехнік».

### Відділення шорт-треку
Шорт-трек – це швидкісний біг на ковзанах на хокейному полі на дистанції 500м., 1000м., 1500м., та естафета. З 1996р. в коледжі підготовлено: 4 майстри спорту міжнародного класу, 19 майстрів спорту, 35 кандидатів у майстри спорту.
Шорт-трек з’явився тільки у 1985р., в Україні і зокрема в Харкові, шорт-трек почав розвиватися у 1988 році.

### Відділення водного поло
Відділення водного поло  було створене у 2009 році, за період з 2009 по 2021 роки на відділенні підготовлено: 9 Майстрів спорту.

### Відділення боксу
В 2015 році в Харківському обласному вищому училщі фізичної культури і спору відкрилося відділення боксу. На відділенні працюють вчителі зі спорту: ЗМС Данильченко Сергій Петрович й інші.

### Відділення веслування на байдарках і каное
В 2015 році в Харківському обласному вищому училищі фізичної культури і спорту відкрилося відділення веслування на байдарках і каное.

### Відділення велоспорту
Відділення велоспорту відкрито у 2016 році.

## Відомі випускники
За час існування училища понад 50 його учнів і випускників увійшло до складу збірних команд України. На літніх і зимових Олімпійських іграх у складах олімпійських збірних команд України та СНД брали участь 22 вихованці училища.
Було підготовлено:
- 3 заслужених майстрів спорту;
- 29 майстрів спорту міжнародного класу;
- 159 майстрів спорту.

Випускниками училища є:
- заслужений майстер спорту Сергій Петренко[4] (Російська Федерація), чемпіон Зимової Олімпіади 1992 року в складі збірної команди СНД;
- майстер спорту міжнародного класу Геннадій Красильников, чемпіон світу та Європи серед юнаків і юніорів з важкої атлетики, учасник Літньої Олімпіади 2000 і Літньої Олімпіади 2004 рр. (IV місце у надважкій ваговій категорії 2004 року);
- майстер спорту міжнародного класу Ванда Масловська, учасниця Літньої Олімпіади 2000 і Літньої Олімпіади 2004 рр. з важкої атлетики;
- майстер спорту міжнародного класу Вікторія Шаймарданова, учасниця Літньої Олімпіади 2000 і Літньої Олімпіади 2004 рр. з важкої атлетики;
- майстер спорту міжнародного класу Сергій Приз, учасник Зимової Олімпіади 2002 і Зимової Олімпіади 2006 рр. із ковзанярського спорту та шорт-треку;
- майстер спорту міжнародного класу Євген Яковлев, учасник Зимової Олімпіади 2002 і Зимової Олімпіади 2006 рр. із ковзанярського спорту та шорт-треку;
- майстер спорту міжнародного класу Олексій Торохтій, учасник Літньої Олімпіади 2008 року, переможець Кубку світу з важкої атлетики у вазі 105 кг;
- майстер спорту міжнародного класу Тетяна Сорочинська, учасниця Літньої Олімпіади 2008 року, багаторазова чемпіонка України з настільного тенісу.